# Lijst van spelers van het Australische voetbalelftal
Deze lijst van spelers van het Australisch voetbalelftal geeft een overzicht van alle voetballers die minimaal dertig interlands achter hun naam hebben staan voor Australië. Vetgezette spelers zijn in 2024 nog voor de nationale ploeg uitgekomen.

## Overzicht
Bijgewerkt tot en met de westrijd tegen  Bahrein  op 19 november 2024.
| Naam speler        | Debuut | Laatst | Interlands | Goals |
| ------------------ | ------ | ------ | ---------- | ----- |
| Mark Schwarzer     | 1993   | 2013   | 110        | 0     |
| Tim Cahill         | 2004   | 2018   | 108        | 50    |
| Lucas Neill        | 1996   | 2013   | 97         | 1     |
| Mathew Ryan        | 2012   | 2024   | 96         | 0     |
| Brett Emerton      | 1998   | 2012   | 95         | 20    |
| Alex Tobin         | 1988   | 1998   | 87         | 2     |
| Marco Bresciano    | 2001   | 2015   | 84         | 13    |
| Paul Wade          | 1986   | 1996   | 84         | 10    |
| Mark Milligan      | 2006   | 2019   | 80         | 6     |
| Mile Jedinak       | 2008   | 2018   | 79         | 20    |
| Mathew Leckie      | 2012   | 2024   | 79         | 14    |
| Luke Wilkshire     | 2004   | 2013   | 78         | 8     |
| Aziz Behich        | 2012   | 2024   | 77         | 2     |
| Jackson Irvine     | 2013   | 2024   | 76         | 11    |
| Tony Vidmar        | 1991   | 2006   | 76         | 3     |
| Robbie Kruse       | 2011   | 2019   | 75         | 5     |
| Scott Chipperfield | 1998   | 2010   | 68         | 12    |
| Peter Wilson       | 1970   | 1977   | 64         | 3     |
| Brett Holman       | 2006   | 2013   | 63         | 9     |
| Attila Abonyi      | 1967   | 1977   | 61         | 25    |
| Trent Sainsbury    | 2014   | 2022   | 61         | 4     |
| John Kosmina       | 1977   | 1988   | 60         | 25    |
| Stan Lazaridis     | 1993   | 2006   | 60         | 0     |
| Milan Ivanovic     | 1991   | 1998   | 59         | 0     |
| Matt McKay         | 2006   | 2016   | 59         | 2     |
| Jason Culina       | 2005   | 2011   | 58         | 1     |
| Harry Kewell       | 1998   | 2012   | 58         | 17    |
| Tony Popović       | 1995   | 2006   | 58         | 8     |
| Aaron Mooy         | 2012   | 2022   | 57         | 7     |
| Jimmy Rooney       | 1970   | 1980   | 57         | 4     |
| Graham Arnold      | 1985   | 1997   | 56         | 19    |
| John Aloisi        | 1997   | 2008   | 55         | 27    |
| Craig Moore        | 1995   | 2010   | 55         | 2     |
| Zeljko Kalac       | 1992   | 2006   | 54         | 0     |
| Archie Thompson    | 2001   | 2013   | 54         | 28    |
| Tom Rogic          | 2012   | 2022   | 53         | 10    |
| Carl Valeri        | 2007   | 2014   | 52         | 1     |
| Alan Davidson      | 1981   | 1991   | 51         | 2     |
| Josip Skoko        | 1997   | 2007   | 51         | 9     |
| Manfred Schaefer   | 1967   | 1974   | 49         | 0     |
| Charlie Yankos     | 1983   | 1989   | 49         | 7     |
| Ray Baartz         | 1967   | 1974   | 48         | 18    |
| David Carney       | 2006   | 2014   | 48         | 6     |
| Vince Grella       | 2003   | 2010   | 47         | 0     |
| Kevin Muscat       | 1994   | 2006   | 46         | 10    |
| Milos Degenek      | 2016   | 2023   | 45         | 1     |
| Mitchell Duke      | 2013   | 2024   | 45         | 12    |
| Damian Mori        | 1992   | 2002   | 45         | 29    |
| Mehmet Durakovic   | 1990   | 2002   | 44         | 4     |
| Graham Jennings    | 1983   | 1989   | 44         | 0     |
| Mile Sterjovski    | 2000   | 2010   | 44         | 8     |
| Aurelio Vidmar     | 1991   | 2001   | 44         | 17    |
| Adrian Alston      | 1969   | 1977   | 43         | 7     |
| Mark Viduka        | 1994   | 2007   | 43         | 11    |
| Johnny Warren      | 1965   | 1974   | 42         | 6     |
| Tomi Juric         | 2013   | 2018   | 41         | 8     |
| Massimo Luongo     | 2014   | 2023   | 41         | 6     |
| Jade North         | 2002   | 2013   | 41         | 0     |
| Paul Trimboli      | 1988   | 2002   | 40         | 13    |
| Martin Boyle       | 2018   | 2024   | 39         | 9     |
| Oscar Crino        | 1981   | 1989   | 39         | 6     |
| Frank Farina       | 1984   | 1995   | 37         | 10    |
| Jeff Olver         | 1985   | 1989   | 37         | 0     |
| Ernie Tapai        | 1990   | 1998   | 37         | 6     |
| James Troisi       | 2008   | 2017   | 37         | 5     |
| Joshua Kennedy     | 2006   | 2014   | 36         | 20    |
| Harry Souttar      | 2019   | 2024   | 36         | 11    |
| Matthew Spiranovic | 2008   | 2019   | 36         | 0     |
| Doug Utjesenovic   | 1972   | 1976   | 36         | 2     |
| Gary Byrne         | 1976   | 1982   | 35         | 1     |
| Awer Mabil         | 2018   | 2024   | 35         | 9     |
| Ned Zelic          | 1991   | 1997   | 33         | 3     |
| Steve Corica       | 1993   | 2006   | 32         | 5     |
| Mike Petersen      | 1988   | 1992   | 32         | 1     |
| Murray Barnes      | 1976   | 1981   | 31         | 5     |
| Colin Bennett      | 1976   | 1978   | 31         | 1     |
| Steve Horvat       | 1994   | 2002   | 31         | 1     |
| Ajdin Hrustić      | 2017   | 2024   | 31         | 4     |
| Jim Mackay         | 1970   | 1981   | 31         | 5     |
| Peter Ollerton     | 1974   | 1977   | 31         | 15    |
| Ray Richards       | 1967   | 1974   | 31         | 5     |
| David Zdrilić      | 1997   | 2010   | 31         | 21    |
| Craig Goodwin      | 2013   | 2024   | 30         | 7     |
| Jamie Maclaren     | 2016   | 2023   | 30         | 8     |
| Warren Spink       | 1988   | 1997   | 30         | 5     |
| Billy Vojtek       | 1967   | 1971   | 30         | 6     |

FFA · A-internationals · Selecties · Bondscoaches · Australisch vrouwenelftal · Australië U21 · Australië U20 · Australië U19 · Australië U18 · Australië U17
1920 – 1929 · 
1930 – 1939 · 
1940 – 1949 · 
1950 – 1959 · 
1960 – 1969 · 
1970 – 1979 · 
1980 – 1989 · 
1990 – 1999 · 
2000 – 2009 · 
2010 – 2019 ·
2020 − 2029
WK 1974 ·
WK 2006 ·
WK 2010 · 
WK 2014 · 
WK 2018
OS 1956 · 
OS 1988 · 
OS 1992 · 
OS 1996 · 
OS 2000 · 
OS 2004 · 
OS 2008 · 
OS 2020
1922 ·
1923 · 
1924 · 
1925–1932 ·
1933 ·
1934–1935 ·
1936 ·
1937 ·
1938 ·
1939–1946 ·
1947 · 
1948 · 
1949 ·
1950 · 
1951–1953 ·
1954 · 
1955 · 
1956 · 
1957 ·
1958 · 
1959–1964 · 
1965 · 
1966 ·
1967 ·
1968 ·
1969 · 
1970 · 
1971 ·
1972 · 
1973 · 
1974 · 
1975 · 
1976 · 
1977 · 
1978 · 
1979 · 
1980 · 
1981 · 
1982 · 
1983 · 
1984 · 
1985 · 
1986 · 
1987 · 
1988 · 
1989 · 
1990 · 
1991 · 
1992 · 
1993 · 
1994 · 
1995 · 
1996 · 
1997 · 
1998 · 
1999 · 
2000 · 
2001 · 
2002 · 
2003 · 
2004 · 
2005 · 
2006 · 
2007 · 
2008 · 
2009 · 
2010 · 
2011 · 
2012 · 
2013 ·
2014 · 
2015 · 
2016 ·
2017 ·
2018 ·
2019 ·
2020 ·
2021
Amerikaans-Samoa ·
Argentinië ·
Bahrein ·
Bangladesh ·
België ·
Brazilië ·
Bulgarije ·
Cambodja ·
Canada ·
Chili ·
China ·
Colombia ·
Cookeilanden ·
Costa Rica ·
DDR ·
Denemarken ·
Duitsland ·
Ecuador ·
Egypte ·
Engeland ·
Fiji ·
Filipijnen ·
Frankrijk ·
Ghana ·
Griekenland ·
Guam ·
Honduras ·
Hongarije ·
Hongkong ·
Ierland ·
India ·
Indonesië ·
Irak ·
Iran ·
Israël ·
Italië ·
Jamaica ·
Japan ·
Jordanië ·
Kameroen ·
Kenia ·
Kirgizië ·
Koeweit ·
Kroatië ·
Libanon ·
Liechtenstein ·
Maleisië ·
Marokko ·
Mexico ·
Nederland ·
Nepal ·
Nieuw-Caledonië ·
Nieuw-Zeeland ·
Nigeria ·
Noord-Ierland ·
Noord-Korea ·
Noord-Macedonië ·
Noorwegen ·
Oezbekistan ·
Oman ·
Palestina ·
Papoea-Nieuw-Guinea ·
Paraguay ·
Peru ·
Polen ·
Qatar ·
Roemenië ·
Salomonseilanden ·
Samoa ·
Saoedi-Arabië ·
Schotland ·
Servië ·
Singapore ·
Slovenië ·
Slowakije ·
Spanje ·
Syrië ·
Tadzjikistan ·
Tahiti ·
Taiwan ·
Thailand ·
Tonga ·
Tsjechië ·
Tsjecho-Slowakije ·
Tunesië ·
Turkije ·
Uruguay ·
Vanuatu ·
Venezuela ·
Verenigde Arabische Emiraten ·
Verenigde Staten ·
Vietnam ·
Wales ·
Zimbabwe ·
Zuid-Afrika ·
Zuid-Korea ·
Zuid-Vietnam ·
Zweden ·
Zwitserland
Amerikaans-Samoa (2001) · 
Argentinië (2022) ·
Brazilië (1997) · 
Brazilië (2006) · 
Chili (2014) · 
Denemarken (2018) · 
Denemarken (2022) · 
Duitsland (2010) · 
Frankrijk (2018) · 
Italië (2006) · 
Japan (2006) · 
Kroatië (2006) · 
Nederland (2014) · 
Peru (2018) · 
Spanje (2014) · 
Zuid-Korea (2015, 2)